# Anis Hidayah
Anis Hidayah (nascida em 1976) é uma ativista indonésia, defensora dos direitos humanos, especialmente de pessoas trabalhadoras imigrantes. Na década de 2010, seu trabalho foi reconhecido por meio de premiações, como o Prêmio Alison Des Forges (2011), conferido pela Human Rights Watch;e o prêmio de direitos humanos Yap Thiam Hien (2014). Em 2013, ela foi listada pela BBC 100 Women.

## Vida pregressa
Anis Hidayah nasceu em 7 de novembro de 1976 em uma pequena aldeia na localidade de Bojonegoro da Java Oriental, na Indonésia. Quando criança, ela percebeu quantos membros de sua comunidade haviam migrado para o exterior em busca de trabalho, deixando os filhos aos cuidados dos avós. Ela se matriculou na faculdade de Direito e frequentou a Jember University, na localidade de Jember e se envolveu no Movimento de Estudantes Islâmicos da Indonésia (em indonésio:  Pergerakan Mahasiswa Islam Indonesia (PMII)). Em 1998, Anis Hidayah soube do estupro de uma mulher migrante e sua falta de recurso. A vítima deixou o emprego, mas seu agressor não teve que pagar seu salário por seu contrato quebrado nem enfrentou nenhuma acusação criminal. Quando a vítima voltou para a Indonésia, também não havia reabilitação ou assistência para ela, o que inspirou Hidayah a concluir sua tese de bacharelado sobre a situação dos trabalhadores migrantes.
Dos sete milhões de trabalhadores migrantes indonésios empregados em lugares como Kuwait, Malásia e Arábia Saudita, seis milhões são mulheres. A maioria trabalhava como doméstica ou como babá. Assinando um contrato de prestação de serviços de dois anos, uma vez que saem do país, há poucas leis que as protejam e nenhum monitoramento por parte do governo indonésio sobre elas ou suas condições de trabalho. Anis Hidayah ingressou na organização East Java Women's Solidarity em 1999, e trabalhou com eles por um ano e meio antes de iniciar seus estudos de pós-graduação. A organização era, na época, a única organização que lidava com questões migratórias. Anis Hidayah não concluiu sua pós-graduação por causa de seu envolvimento na fundação do Migrant Care.

## Carreira
Em 2004, Anis Hidayah co-fundou a ONG "Migrant Care" para defender os imigrantes indonésios que trabalham no exterior. A ONG pressionou os legisladores a elaborar reformas para proteger os trabalhadores migrantes e fornecer serviços jurídicos para mulheres que sofreram violência ou abuso, incluindo situações que as colocam em servidão por dívidas. Eles também mantêm um banco de dados e estabelecem centros de serviços em áreas com alto êxodo de migrantes para educar as pessoas sobre as armadilhas e seus direitos, e eles têm um sistema para rastrear trabalhadores e ajudar suas famílias. Por meio de protestos, esforços de lobby com legisladores e utilização da mídia para promover reformas, Anis Hidayah se tornou uma das ativistas mais visíveis na questão dos direitos dos trabalhadores migrantes da Indonésia. Em 2012, o Parlamento indonésio ratificou a Convenção Internacional sobre a Proteção dos Direitos de Todos os Trabalhadores Migrantes e Membros de Suas Famílias, dando início à resolução do problema.
Anis Hidayah acredita que não foi feito o suficiente. As autoridades demoram a agir quando ocorre abuso. No período que antecedeu as eleições de 2014, foi prometido que as políticas controlariam as agências de tráfico, reformariam as proteções dos trabalhadores e melhorariam a assistência jurídica para os trabalhadores migrantes. Anis Hidayah argumentou que permitir a execução da pena de morte na Indonésia afetou diretamente a capacidade de negociar a libertação de trabalhadores indonésios no exterior. Suas preocupações foram confirmadas quando duas empregadas domésticas na Arábia Saudita foram executadas sem aviso prévio. Em resposta, em 2015, o governo anunciou planos para proibir trabalhadores migrantes. Anis Hidayah se manifestou contra o plano, argumentando que a discriminação contra os migrantes, que restringe os direitos dos trabalhadores, não resolveria os problemas que eles enfrentam. Em vez disso, ela instou o governo a promulgar leis que exigissem condições de trabalho e de vida razoáveis para os trabalhadores, restringissem seus maus-tratos e lhes dessem oportunidades de melhorar suas condições econômicas. Em 2016, Anis Hidayah instou os legisladores a criar regulamentos que eliminassem as taxas de recrutamento e exigissem que as verdadeiras condições de emprego fossem divulgadas aos trabalhadores.

## Prêmios e reconhecimentos
Em 2011, Anis Hidayah recebeu o Prêmio Alison Des Forges da Human Rights Watch, em Toronto, no Canadá, por seu ativismo em defesa de mulheres e trabalhadores migrantes. Quando a BBC lançou sua 100 Women Series em 2013, para discutir em profundidade as questões enfrentadas pelas mulheres do século XXI por um mês, Anis Hidayah foi uma das primeiras mulheres convidadas a participar dos programas. Em 2014, ela foi selecionada entre quase 50 indicados, como a ganhadora do Prêmio Yap Thiam Hien, que reconhece as contribuições dos defensores dos direitos humanos.